# Johannes von Soest

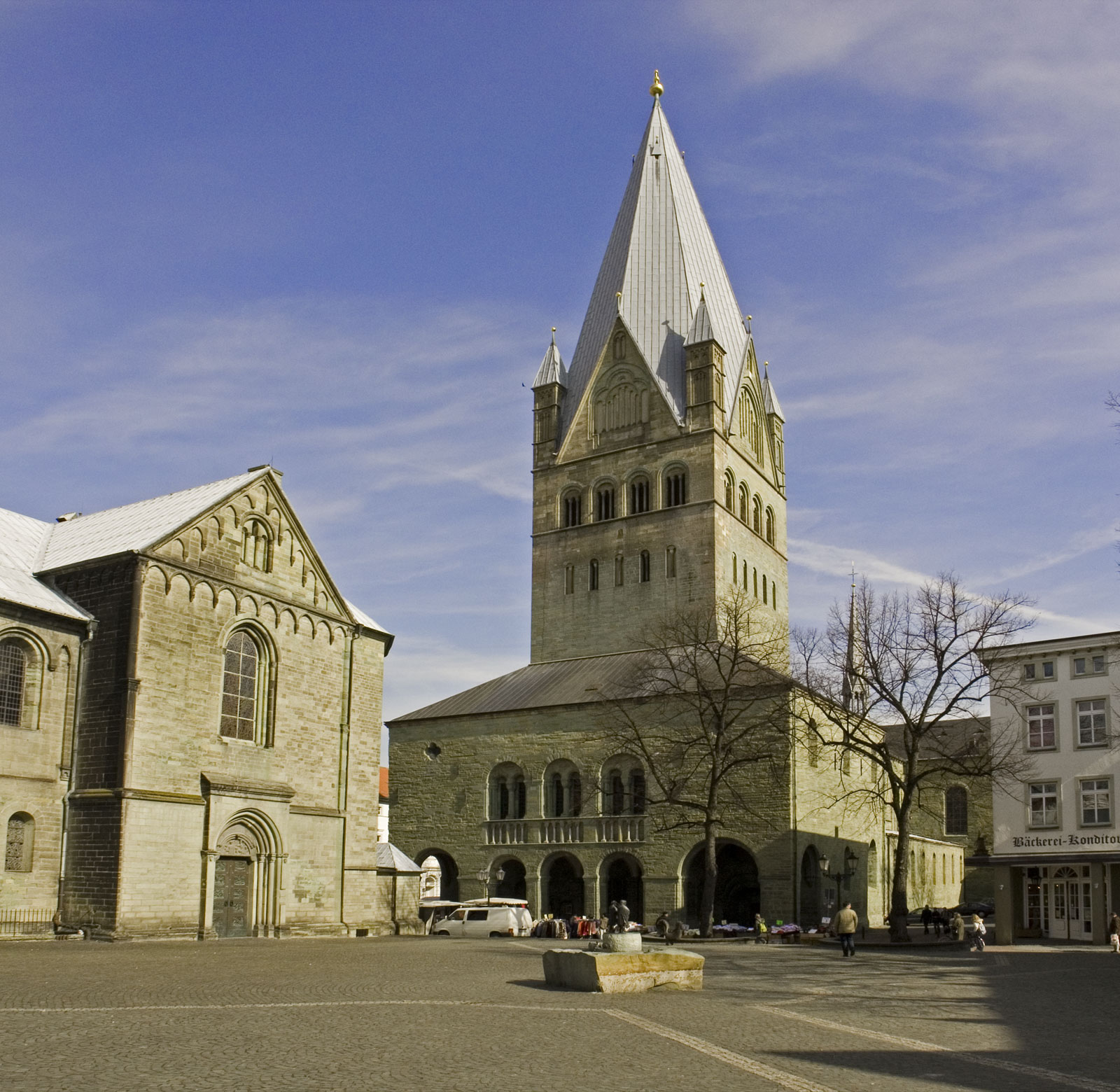
La Cattedrale di san Patroclo (St. Patrokli-Dom) a Soest, dove ebbe inizio la carriera di Johannes von Soest.

Johannes von Soest, nato Johannes Steinwert von Soest, (Unna, 1448 – Francoforte sul Meno, 2 maggio 1506), è stato un compositore e medico tedesco, oltre che teorico musicale e soprattutto cantore di musica polifonica.

## Biografia
La maggior parte delle notizie sulla sua vita sono rilevate dalla sua autobiografia in rime. Egli nacque nel nord della Germania e si spostò poi a Soest. Da bambino cantò nel coro della Cattedrale di san Patroclo (St. Patrokli-Dom) a Soest. Ad un certo punto un giocoliere di passaggio tentò di rapire Soest attratto dalla sua bella voce, ma il piano non riuscì. Il ragazzo lasciò Soest quando Giovanni I duca di Kleve lo assunse come cantante.
A Kleve, Soest studiò composizione con un insegnante a noi sconosciuto, distinguendosi subito, come indicato nell'autobiografia, come il migliore allievo del corso e divenne, sempre secondo quanto scrive, un compositore più bravo del maestro. La sua attitudine cambiò quando ebbe la possibilità di ascoltare due cantanti inglesi di passaggio a Kleve. Egli li convinse a dargli delle lezioni ed a seguito della loro disponibilità, a condizione che si trasferisse a Bruges con loro, decise di seguirli in quella città, dopo aver ottenuto un permesso dal Duca. In seguito lavorò a Overijssel, Maastricht e Kassel. Nel 1472, all'età di 24 anni, si recò ad Heidelberg ed impressionò così tanto Filippo del Palatinato che venne da questi assunto a vita.
Nonostante avesse un cospicuo salario e grande reputazione, nel 1476 Soest sembrò non più completamente soddisfatto della sua attività musicale. Lo stesso anno entrò all'Università di Heidelberg per studiare medicina; dopo diversi anni di studio ad Heidelberg ed un successivo periodo a Pavia, nel 1490 si laureò in medicina. Divenne medico condotto a Worms nel 1495 per poi spostarsi a Oppenheim e Francoforte sul Meno, dove morì nel 1506.
Nessuna delle sue composizioni è pervenuta ai nostri giorni, ma fonti contemporanee menzionano opere vocali per 9 e 12 voci e altra musica. I suoi trattati sono anch'essi andati perduti e conosciamo soltanto il titolo di uno: De musica subalterna. Soest fu anche un insegnante di canto e composizione. Fra i suoi allievi vi fu anche il compositore e teorico musicale Sebastian Virdung, autore di uno dei primi trattati tedeschi conosciuti sugli strumenti musicali. L'organista e compositore Arnolt Schlick, autore del primo trattato tedesco sulla costruzione di un organo, studiò anch'egli con Soest.